# بوبي لاشلي
بوبي لاشلي (بالإنجليزية: Bobby Lashley)‏ مصارع أمريكي ولد 16 يوليو 1976 كان يصارع في اتحاد دابليو دابليو أي من 2004إلى 2007يبلغ من الطول 1.91 متر ووزنه حوالي 120 كيلوغرام ظهر لأول مرة سنة 1999.
ورولد ريسلنغ انترمنيت (2004 – 2007)
أول ظهور لبوبي لاشلي كان في منظمة أوهايو فالي ريسلنغ التابعة لWWE في يناير 2004 وقد حقق حزام OVW 4 مرات هناك وفي سبتمبر 2005 كان أول ظهور لاشلي على شاشات الWWE وفي عرض سماكدوان واجه لاشلي في أول مباراة له اما نانزيو وفاز عليه بسرعة وفي NO MERCY 05 هزم سايمون دين والعرض التالي هزمه واستمرت سلسلة انتصارات لاشلي على مصارعين عدة وهم فال فينس وكارليتو وسوبر كريزي وفي survivor series 2005 لعب مع فريق سماكدوان ضد رو ولكن كان أول الخارجين امام شون مايكلز وفي ARMMAGDON 05 هزم ويليام ريغل وبوب برشل مباراة هاندكاب ماتش وشارك براسلمانيا 22 في موني ان ذابانك ولكنه لم يفز وبعدها فاز بحزام الولايات المتحدة امام برادشو ولكن خسره امام فنلي بعدها بشهر وفي WWE DRAFT 2006 انتقل لعرض ECW في شهر يوليو 2006 وفي ديسمبر تو ديسمبر فاز بحزام ECW في مباراة اقصائية امام سي ام بانك وتيست وروب فاندام وهاردكور هولي وبيغ شو واستطاع تثبيت البطل بيغ شو والفوز بالحزام وفي رويال رامبل 2007 هزم تيست وحافظ على الحزام في مباراة من نوع LAST CERAR وفاز بوبي لاشلي بDQ وفي راسلمانيا 23 دخل بعداوة مع رئيس الاتحاد مكمان وابنه شين واوماجا وتحددت مباراة من نوع SHAVED HEAD حيث إذا فاز بوبي يحلق رأس مكمان وفعلا فاز لاشلي على اوماجا في راسلمانيا وفي BACKLASH 07 فازو مكمان واوماجا وشين على بوبي لاشي في مباراة من نوع 1 ضد 3 على حزام ECW واستعاده في ONE NIGHT STAND ولكن في حلقة رو يونيو 2007 تم سحب الحزام من بوبي لاشلي بعد اشتباهه في حادثة مقتل مكمان (سيناريو) وفي اواخر شهر يوليو من 2007 تحددت مباراة بين بطل WWE جون سينا ضد بوبي لاشلي في GREAT AMERICAN BASH فحيث الخاسر يطرد من الاتحاد وفاز سينا على لاشلي وكانت آخر مباراة للاشلي في WWE عاد بوبي لاشلي لمواجهة بروك ليسنر لكن بروك ذهب لل يو افسي لتبتدأ عداوة بين لاشلي ورومان انتهن بفوز لاشلي على الطرف الآخر في سمرسلام

## البطولات التي حققها
- إي سي دبليو ثلاث مرات
- US Champion مرة واحدة
- International Champion مرتان
- بطل العالم (دبليو دبليو إيه) مرتان

## روابط خارجية
- بوبي لاشلي على موقع IMDb (الإنجليزية)
- بوبي لاشلي على موقع ألو سيني (الفرنسية)
- بوبي لاشلي على موقع أول موفي (الإنجليزية)
- بوبي لاشلي على موقع إن إن دي بي (الإنجليزية)
- بوبي لاشلي على موقع قاعدة بيانات الفيلم (الإنجليزية)
- بوبي لاشلي على موقع كينوبويسك (الروسية)
- بوبي لاشلي على موقع بيلاتور (الإنجليزية)
- بوبي لاشلي على موقع شيردوغ (الإنجليزية)
- بوبي لاشلي على موقع Tapology.com (الإنجليزية)
- بوبي لاشلي على موقع دبليو دبليو إي (الإنجليزية)
- بوبي لاشلي على موقع WrestlingData.com (الإنجليزية)
- بوبي لاشلي على موقع CageMatch worker (الإنجليزية)
- بوبي لاشلي على موقع قاعدة بيانات المصارعة على الإنترنت (الإنجليزية)
- بوبي لاشلي على موقع عالم المصارعة على الإنترنت (الإنجليزية)
- بوبي لاشلي على موقع عالم المصارعة على الإنترنت (الإنجليزية)

- الموقع الرسمي